# Henning Albert Boilesen
Henning Albert Boilesen (Copenhague, 14 de febrero de 1916 — São Paulo, 15 de abril de 1971) era un ejecutivo de negocios danés que vivía en Brasil, presidente de la empresa Ultragaz, fue uno de los principales empresarios simpatizantes de la dictadura militar, fue asesinado por militantes de Movimiento Revolucionario Tiradentes (MRT) y Acción Libertadora Nacional (ALN) en represalia por su apoyo a la represión.

## Breve reseña
Albert Hening Boilesen era un empresario danés nacionalizado brasileño, el cual emigró a Brasil en la década de 1930, participó en la fundación del CIEE - Centro de Integración Empresa Escola y fue presidente de una de las secciones del Rotary Club.
Su historia fue desarrollada en el documental Citizen Boilesen, de Chaim Litewski, en 2009. Fue presidente del grupo Ultra, que tenía a Ultragaz como una de sus compañías. Durante la dictadura, fue uno de los principales propulsores y de la Operación Bandeirante (Oban), inaugurada en São Paulo en 1969, la cual fue creada por el Ejército para investigar y reprimir a los grupos armados de izquierda.
Según el documental, Boilesen no fue el que realizó las mayores contribuciones financieras, pero tuvo un papel importante como articulador, al convocar a nuevos empresarios a participar en el financiamiento. Además varias fuentes afirman que el empresario participó en sesiones de tortura y que incluso importó un instrumento de tortura de los Estados Unidos que lanzaba descargas eléctricas, el cual habría sido denominado "Pianola Boilesen". "Él frecuentaba personalmente la Operación Bandeirante, iba a ver a los prisioneros y veía sesiones de tortura", dice el historiador Jacob Gorender en la película.
La participación de Boilesen en las torturas llevó a la Acción de Liberación Nacional (ALN) y al Movimiento Revolucionario Tiradentes (MRT) a diseñar un plan para ejecutarlo. El empresario fue asesinado cerca de su casa, en el centro comercial Casa Branca, en São Paulo, el 15 de abril de 1971. Su caso se considera emblemático de la participación civil en la represión. 

## Enlaces
- Estadao - Estreia 'Cidadão Boilesen', documentário premiado em festivais  www.estadao.com.br

- Datos: Q10294673
- Multimedia: Henning Albert Boilesen / Q10294673